# Семёнов, Виктор Фёдорович (писатель)
Семёнов Виктор Фёдорович (15 мая 1947, Свердловск — 25 декабря 2014, Волгоград) — российский писатель, поэт, художник.

## Биографические вехи
Учился в Школе-Студии при МХАТ на постановочном факультете и во ВГИКе — на сценарном.
Работал художником-постановщиком в театрах Белоруссии, России, Украины.
Автор сборника поэзии, а также сборников повестей и рассказов.
Автор графических циклов «Древняя Греция», «Ветхий Завет», «Святая Русь», «Нечаянный век», «Комедия масок» и «Книжная полка».
Член Союза писателей России. Член Международной общественной организации писателей «Международный литературный фонд». Лауреат Всероссийской литературной премии «Сталинград».
Лауреат Государственной премии Волгоградской области.